# PANDAS
Дитячі аутоімунні нервово-психічні розлади, пов'язані зі стрептококовими інфекціями (англ. Pediatric autoimmune neuropsychiatric disorders associated with streptococcal infections [PANDAS]), є спірним гіпотетичним діагнозом для підгрупи дітей із швидким початком обсесивно-компульсивного розладу (ОКР) або тику, симптоми яких, як вважається, викликані інфекцією бета-гемолітичними стрептококами групи А (GABHS). Припускають, що ОКР та тики виникають у частині дітей в результаті постстрептококового аутоімунного процесу. Гіпотетичний зв'язок між інфекцією та цими розладами полягає в тому, що початкова імунна реакція на інфекцію GABHS призводить до появи антитіл, які перешкоджають функціонуванню базальних гангліїв (аутоімунний процес), викликаючи загострення симптоматики. Було припущено, що ця аутоімунна відповідь може призвести до широкого спектру нейропсихічних симптомів.
Обговорюється питання про те, чи є PANDAS окремою сутністю, яка відрізняється від інших випадків тикових розладів або ОКР. Гіпотеза PANDAS не підтверджена переконливими науковими даними, тож було запропоновано дві нові категорії: дитячий нейропсихічний синдром з гострим початком (PANS) і гострий нейропсихічний синдром у дітей (CANS). Гіпотеза CANS/PANS включає різні можливі механізми, що лежать в основі нейропсихічних станів із гострим початком, але не виключають інфекції GABHS як причину у частині пацієнтів. Гіпотези PANDAS, PANS і CANS знаходяться в центрі уваги клінічних і лабораторних досліджень, але залишаються недоведеними.
Гіпотеза PANDAS, вперше описана в 1998 році, її підгрунтям були спостереження у клінічних дослідженнях Swedo et al в Національному інституті охорони здоров'я США, а також наступні клінічні дослідження, в яких у дітей спостерігалися різкі та раптові загострення ОКР і тики після інфекцій. ЗМІ та Інтернет відіграли певну роль у суперечці щодо PANDAS, з повідомленнями про труднощі сімей, які вважають, що їхні діти мають PANDAS або PANS. Спроби вплинути на державну політику здійснюють правозахісні групи.

## Характеристики
У дітей які були спочатку описані Swedo та інш. (1998) зазвичай раптово з'являлися симптоми, включаючи рухові або голосові тики, нав'язливі ідеї або компульсії. На додаток до діагнозу обсесивно-компульсивного або тикового розладу, діти можуть мати інші симптоми, пов'язані із загостреннями, такі як емоційна лабільність, енурез, занепокоєння та погіршення почерку. Як вважається у гипотезі PANDAS цьому раптовому початку передує стрептококова інфекція горла. Оскільки клінічний спектр PANDAS схожий на синдром Туретта (TS), деякі дослідники припустили, що PANDAS і TS можуть бути пов'язані; ця ідея є суперечливою і є предметом дослідження.

## Механізм
Діагноз PANDAS і гіпотеза про те, що симптоми у цієї підгрупи пацієнтів викликані інфекцією, є суперечливими.
Неясно, чи у групи дітей з діагнозом PANDAS тики та ОКР розвинулись через інший механізм, ніж у інших людей з діагнозом TS. Дослідники дотримуються гіпотези, що цей механізм подібний до такого при ревматичній гарячці, аутоімунного захворювання, викликаного стрептококовими інфекціями, коли антитіла проти бактерій атакують мозок і викликають нервово-психічні захворювання.
Для пояснення механізму розвитку PANDAS була висунута гіпотеза молекулярної мімікрії: вона полягає в тому, що антигени на клітинній стінці стрептококових бактерій певним чином подібні до білків серцевого клапана, суглобів або мозку. Оскільки антитіла викликають імунну реакцію, яка пошкоджує ці тканини, дитина з ревматичною гарячкою може отримати захворювання серця (особливо недостатність мітрального клапана), артрит та/або аномальні рухи, відомі як хорея Сіденхема або «танець Святого Віта». При типовій бактеріальній інфекції організм виробляє антитіла проти мікроорганізмів, і вони допомагають імунній системі усунути збудник. У деяких пацієнтів з ревматичною гарячкою ці антитіла можуть атакувати тканини серця (стають аутоантитілами), що призводить до кардиту, або викликають перехресну реакцію із суглобами, що призводить до артриту. Вважають, що тики та ОКР при PANDAS з'являються подібним чином. Однією з частин мозку, яка може бути уражена при PANDAS, є базальні ганглії, які, як вважають, відповідають за рух і поведінку. Вважається, що подібно до хореї Сіденхема, антитіла проти стрептококу перехресно реагують з нейронною тканиною мозку в базальних гангліях, викликаючи тики та ОКР, які характеризують PANDAS. Дослідження не спростовують і не підтверджують цю гіпотезу: найсильніші підтвердження отримані від контрольованого дослідження за участі 144 дітей (Mell et al., 2005), але проспективні поздовжні дослідження не дали остаточних результатів.

Можливий зв'язок між PANDAS та іншими станами з раннім початком. Інші джерела відзначають періоди ремісії і поширюють PANDAS на інші діагнози, такі як СДУГ.

Вважається, що PANDAS є аутоімунним розладом, що призводить до різноманітної комбінації тиків, нав'язливих ідей, компульсій та інших симптомів, які можуть бути досить серйозними, щоб відповідати таким діагнозам, як хронічний тиковий розлад, ОКР та TS. Вважається, що причина, подібна до хореї Сіденхема, яка, як відомо, є результатом дитячої інфекції стрептококом групи А (СГА), що призводить до аутоімунного захворювання — гострої ревматичної гарячки, одним із проявів якої є хвороба Сіденхема. Як і при хворобі Сіденхема, при PANDAS, як вважають, є аутоімунне пошкодження базальних гангліїв мозку. На відміну від хвороби Сіденхема, PANDAS не пов'язаний з іншими проявами гострої ревматичної гарячки, такими як міокардит.
Pichechero зазначає, що PANDAS не була підтверджена як хвороба/група хвороб з кількох причин. Гіпотетичний вік початку та клінічні особливості описують конкретну групу пацієнтів, обрану для дослідження, без систематичних досліджень можливого зв'язку СГА з іншими неврологічними симптомами. Існують суперечки щодо того, чи відрізняється його симптом хореїформних рухів від подібних рухів при хворобі Сіденхема. Невідомо, чи характерна картина раптового початку для PANDAS. Нарешті, існують суперечки щодо того, чи існує часовий зв'язок між інфекцією СГА та симптомами PANDAS.
Щоб встановити, що розлад є аутоімунним, потрібно щоб виконувалися критерії Вітебські:
1. наявність антитіл, реактивних до власних структур організму (аутоантитіло),
2. наявність визначеної конкретної мішені для антитіл (аутоантиген)
3. розлад може бути змодельований у тварин
4. передача антитіл від однієї тварини до іншої викликає розлад (пасивна передача).[24]

Як доказ того, що хворобу викликає мікроорганізм, постулати Коха вимагають показати, що мікроорганізм присутній у всіх випадках хвороби, що його можна виділити у хворих і культивувати, що перенос збудника здоровим суб'єктам викликає розлад, і мікроорганізм може бути повторно виділений від інфікованої особи. Джаванонні зазначає, що постулати Коха не можна використовувати у випадку постінфекційних розладів (таких як PANDAS і розсіяний склероз), оскільки, коли з'являються симптоми, збудник може відсутнім; кілька збудників можуть викликати подібні симптоми, а самі симптоми можуть бути рідкісною реакцією на звичайний патоген.
Станом на 2021 рік аутоімунна гіпотеза PANDAS не підтверджена доказами. Деякі дослідження підтвердили гострі загострення, пов'язані зі стрептококовими інфекціями, серед клінічно визначених суб'єктів PANDAS (Murphy and Pichichero, 2002; Giulino et al., 2002); інші — ні (Luo et al., 2004; Perrin et al., 2004). У консенсусній заяві Британської дитячої неврологічної асоціації (BPNA) зазначається, що «інфекція як причина (а не інфекція, що співпадає з хворобою), запальний або аутоімунний патогенез не мають підтверджень», і що «не було виявлено жодних визначених біомаркерів, які б дозволяли точно діагностувати PANDAS або були б пов'язані із запаленням мозку». Велике багатоцентрове дослідження (EMTICS—European Multicentre Tics in Children Studies) не виявило жодних доказів стрептококових інфекцій у дітей із хронічними тиками, що призводили б до загострення; або специфічних антитіл у дітей з тиками; також дослідження спинномозкової рідини дорослих з TS так само не виявило специфічних антитіл.

## Діагноз
PANDAS не вказано як діагноз у п'ятій версії Посібника з діагностики та статистики психічних розладів 2013 року (DSM 5) і не приймається як окремий розлад. Деякі дослідження підтвердили зв'язок гострих загострень зі стрептококовими інфекціями, серед клінічно визначених пацієнтів з PANDAS (Murphy and Pichichero, 2002; Giulino et al., 2002); інші — ні (Luo et al., 2004; Perrin et al., 2004).
Swedo et al у своїй роботі 1998 року запропонували п'ять діагностичних критеріїв для PANDAS. За даними Ломброзо та Скехілла (2008), цими критеріями були: «(1) наявність тикового розладу та/або ОКР, що відповідає DSM-IV; (2) допубертатний початок нервово-психічних симптомів; (3) раптовий початок хвороби в анамнезі та/або епізодичний перебіг з різким загостренням симптомів, що перемежовуються з періодами часткової або повної ремісії; (4) свідчення хронологічного зв'язку між появою або загостренням симптомів та попередньою стрептококовою інфекцією; і (5) додаткові прояви рухової активності (наприклад, моторна гіперактивність та хореїформні рухи) під час загострення».
Було висловлено занепокоєння, що PANDAS може бути результатом гіпердіагностики; діагностичні критерії застосовуються нерівномірно; і такий попередній діагноз може бути поставлений «дітям, у яких імуноопосередковані симптоми малоймовірні», згідно з Wilbur et al (2019). Значна кількість пацієнтів з діагнозом PANDAS, встановленим сімейними лікарями не відповідала критеріям при обстеженні вузькими спеціалістами, що вказує на те, що діагноз PANDAS ставиться сімейними лікарями без переконливих доказів.

## Лікування
Лікування дітей з підозрою на PANDAS загалом таке ж, як і стандартне лікування TS та ОКР. Вони включають когнітивно-поведінкову терапію та ліки від ОКР, такі як селективні інгібітори зворотного захоплення серотоніну (СІЗЗС); та «звичайна терапія тиків».

### Експериментальне лікування
Профілактичний прийом антибіотиків для лікування тиків і ОКР є експериментальним та суперечливим; гіпердіагностика PANDAS може призвести до надмірного використання антибіотиків за відсутності активної інфекції. Мерфі, Курлан і Лекман (2010) кажуть: «Профілактичне використання антибіотиків для попередження PANDAS стало широко поширеним у суспільстві, хоча докази, щодо його дієвості, є неоднозначними. Безпека та дієвість антибіотикотерапії для пацієнтів, які відповідають критеріям PANDAS, повинні бути визначені в ретельно розроблених дослідженнях»; de Oliveira та Pelajo (2009) стверджують, що оскільки більшість досліджень на сьогоднішній день мають «методологічні проблеми, включаючи малий розмір вибірки, ретроспективність та відсутність адекватної групи плацебо… рекомендується лікувати цих пацієнтів лише традиційними методами»
Одне дослідження пацієнтів PANDAS показало ефективність імуномодулюючої терапії щодо симптоматики, але станом на 2010 рік ці результати не були підтверджені незалежними дослідженнями Огляд 2018 року виявив непереконливість доказів дієвості внутрішньовенного введення імуноглобулінів G (IVIG) і плазмаферезу (TPE). Калра і Сведо написали в 2009 році: «Оскільки IVIG та TPE несуть значний ризик побічних ефектів, використання цих методів має бути зарезервовано для дітей з особливо важкими симптомами та чіткою проявою PANDAS».

### Рекомендації
Переглянуті рекомендації щодо лікування PANS і PANDAS були опубліковані в 2017 році У огляді 2018 року Sigra та інші писали про рекомендації 2017 року, що консенсус щодо лікування відсутній, і що результати були непереконливими. У огляді Wilbur et al 2019 року зазначено, що доказів щодо дієвості лікування дітей з PANDAS/PANS бракує, а показники ремісії симптомів після лікування «можуть являти собою природну історію випадків [ОКР у дітей не-PANDAS], а не справжній ефект лікування». Як підсумував Гілберт (2019): «Скептики прийшли до висновку, що дослідження підтримують ідею використання антибіотиків або імуномодулюючих втручаннь для PANDAS. Прихільники цих методів лікування опублікували рекомендації, які підтримують використання обидвох»
У Великій Британії схожа ситуація. У 2018 році мережа лікарів PANDAS і PANS опублікувала рекомендації на приватній платформі. У квітні 2021 року Британська асоціація дитячих неврологів (BPNA) опублікувала консенсусну заяву разом з Факультетом дитячої та підліткової психіатрії Королівського коледжу психіатрів, в якій стверджується, що немає доказів для рекомендації імуномодулюючого або профілактичного лікування антибіотиками. Ця консенсусна заява була опублікована замість керівництва, оскільки автори заявили, що для розробки типового керівництва доказів недостатньо. У ньому зазначено, що жодних попередніх рекомендацій щодо PANDAS не існувало або не було схвалено офіційними органами Великої Британії, включаючи Національний інститут передового досвіду в галузі охорони здоров'я та догляду (NICE), і що рекомендації 2018 року, доступні на вебсайті благодійної організації PANDAS/PANS UK та на приватній платформі, були розроблені незалежно від BPNA.
Аналогічно, рекомендації щодо лікування для скандинавських країн (Данія, Норвегія, Швеція та Велика Британія) від квітня 2021 року не рекомендують проводити тонзилектомію, антибіотикопрофілактику або експериментальну імуномодулюючу терапію за межами спеціалізованих установ.
Рекомендації Американської академії неврології 2011 року стверджують, що є «недостатні дані для визначення ефективності плазмаферезу при лікуванні гострих симптомів ОКР та тику при PANDAS», а також «недостатні докази, щоб підтримати або спростувати використання плазмаферезу в лікуванні гострі симптоми ОКР та тику при PANDAS», додавши, що дослідники в єдиному дослідженні плазмаферизу не були «засліплені» щодо результатів. Медична консультативна рада Асоціації синдрому Туретта (нині Американська асоціація Туретта) заявила в 2006 році і повторила в 2021 році:
«Лікування антибіотиками не слід розпочинати без клінічних ознак інфекції та позитивного посіву з горла. Експериментальні методи лікування, засновані на аутоімунній теорії, такі як плазмоферез, терапія імуноглобулінами або профілактичне лікування антибіотиками, не повинні проводитися поза офіційними клінічними випробуваннями.»
У рекомендаціях Американської кардіологічної асоціації 2009 року зазначено, що вони «не рекомендують рутинні лабораторні дослідження на СГА для діагностики, довготривалу антистрептококову профілактику для запобігання або імунорегуляторну терапію (наприклад, внутрішньовенне введення імуноглобуліну, плазмоферез) для лікування загострень цього захворювання».
У рекомендаціях Американської кардіологічної асоціації 2009 року зазначено, що вони «не рекомендують рутинні лабораторні дослідження на СГА для діагностики, довготривалу антистрептококову профілактику для запобігання або імунорегуляторну терапію (наприклад, внутрішньовенний імуноглобулін, плазмоферез) для лікування загострень цього захворювання».

## Суспільство і культура
Дискусія навколо гіпотези PANDAS має соціальні наслідки; ЗМІ та Інтернет зіграли певну роль у суперечці щодо PANDAS. Новини та інші ЗМІ повідомляють про труднощі сімей, які вірять, що їхні діти мають PANDAS або PANS. Захист їх позицій та спроби вплинути на державну політику просувають такі групи, як американська мережа PANDAS та канадська PANDASHELP.

Свердлоу (2005) підсумував суспільні наслідки гіпотези та роль Інтернету в суперечках навколо гіпотези PANDAS:
… мабуть, найбільш суперечливою потенційною причиною (тригером) TS є вплив стрептококових інфекцій. Повсюдне поширення ангіни, величезні соціальні наслідки надмірного лікування (наприклад, стійкість до антибіотиків або побічні ефекти імунодепресантів) проти медичних наслідків недостатнього лікування (наприклад, потенційно необоротне аутоімунне неврологічне ураження) є серйозними проблемами. З огляду на рівень розпачу серед озброєних Інтернетом батьків, ця суперечка викликала стійкі розбіжності, яким дуже часто бракує як об'єктивності, так і ввічливості.
Мерфі, Курлан і Лекман (2010) також обговорювали вплив ЗМІ та Інтернету у статті, яка пропонувала «рухатися вперед»:
Потенційний зв'язок між звичайними дитячими інфекціями та пожиттєвими нервово-психічними розладами є однією з найбільш захоплюючих і клінічно релевантних концепцій сучасної нейронауки… Зв'язок може бути найбільш релевантним у тій групі розладів, які спільно описуються як PANDAS. Викликає занепокоєння те, що обізнаність громадськості випередила нашу базу наукових знань, оскільки численні журнальні та газетні статті та Інтернет-чати привертають увагу громадськості до цього питання. Порівняно з приблизно 200 звітами, наведеними на Medline — багато з них стосуються одного пацієнта, а інші повідомляють про тих самих пацієнтів у різних статтях, причому більшість з них повідомляє про суб'єктів, які не відповідають поточним критеріям PANDAS — існує понад 100 000 сайтів в Інтернеті, де обговорюється можливий зв'язок стрептокок-ОКР-тики. Цей розрив між суспільним інтересом до PANDAS і переконливими доказами, що підтверджують цей зв'язок, вимагає підвищеної наукової уваги до цього питання, зокрема до вивчення основних клітинних та імунних механізмів.

## Історія
Сьюзан Сведо вперше описала це явище у 1998 році під час роботи в Національному інституті здоров'я США (NIH).
У світлі суперечок у встановленні основи для гіпотези, документ 2010 року із закликом до «руху вперед», Мерфі, Курлан і Лекман сказали: «Настав час, щоб Національні інститути охорони здоров'я разом із правозахисними та професійними організаціями скликали групу експертів не для обговорення поточних даних, а для того, щоб намітити рух вперед. Наразі ми можемо запропонувати лише наші стандартні методи лікування ОКР та тиків, але одного дня ми можемо мати докази, які також дозволять нам додавати в наш арсенал антибіотики чи інші імуноспецифічні методи лікування» У статті Сінгера 2011 року було запропоновано нову «ширшу концепцію гострих нервово-психічних симптомів у дитинстві (CANS)», вилучаючи деякі критерії PANDAS або залишаючи лише гострий початок. Сінгер вказав, що існує «численна кількість причин для CANS», що було запропоновано через «непереконливу та суперечливу наукову підтримку» гіпотези PANDAS, включаючи «вагомі докази, що свідчать про відсутність важливої ролі GABHS, невиконання встановлених критеріїв [PANDAS], а також відсутність наукової підтримки для запропонованих методів лікування».
З 2012 року, через обмеження гіпотези PANDAS, був запропонований більш широкий «нейропсихічний синдром з гострим початком у дітей» (PANS); PANS усунув тикові розлади як основний критерій і зробив більший акцент на ОКР. Станом на 2019 рік неясно, чи є гіпотеза PANS окремою сутністю
Сведо пішла з NIH у 2019 році, але входить до науково-консультативної ради PANDAS Physician Network. Станом на 2020 рік на інформаційних сторінках NIH (які допомола написати Swedo) не згадуються дослідження, які не підтримують гіпотезу PANDAS.